# Cheadle Hulme
Cheadle Hulme est une banlieue anglaise du district métropolitain de Stockport, dans le Grand Manchester.